# Kaita, Hiroshima
Kaita (japanska: 海田町?, Kaita-chō) är en landskommun i Hiroshima prefektur i Japan. Den ligger i Hiroshimas östra förorter.